# Idaea musaica
Idaea musaica là một loài bướm đêm trong họ Geometridae.